# La Unió Vilanovina
La Unió Vilanovina (L'Acord i El Coro) coneguda simplement com La Unió Vilanovina, és una entitat social cultural i recreativa de Vilanova i la Geltrú, hereva de La Unión Villanovesa, fundada l'any 1862.

## Història

### La Unión Villanovesa (1862-1971)
L'any de fundació de La Unión Villanovesa és inconcret degut a la implantació gradual del moviment dels Cors d'Anselm Clavé a Vilanova i la Geltrú que s'allarga entre el 1858 i el 1862. Segons les fonts, la fundació de la societat va ser al 1861 sota el nom Orfeón Villanovés i al 1863 es va adoptar el nom de Unión Villanovesa.
La societat cultural, principalment musical i coral, pel que li valgué el sobrenom de "El Coro", tingué diverses seus i directors de la coral, destacant entre ells el músic Francesc Toldrà. Al 1914 la societat es traslladà al Centro Artesano, a la Rambla Principal, i gaudí d'un fort creixement i activitat, superant dures crisis polítiques i económiques com la depressió posterior a la pérdua de Cuba i Filipines o el cop d'estat del 1936, la Guerra Civil i la dictadura militar.
Al 1958, coincidint amb el centenari de l'entitat, va participar en la primera sortida oficial posterior al 1936 de les Comparses del Carnaval rebatejat com a Fiestas de Invierno.

### La Unió Vilanovina
El 1971 va nàixer una nova entitat a Vilanova anomenada L'Acord. En un període de renaixement social motivat pel final d'una dictadura que havia estat molt intransigent amb el fet cultural català, les sinergies entre noves i velles entitats culturals van provocar diversos canvis. Al 1973 es van incorporar al Coro molts membres dels Bordegassos de Vilanova, i l'entitat va créixer en socis i activitats. Per exemple es va crear una secció esportiva que fundà el Trofeu Primavera de futbol. L'entitat s'involucrà durant la Transició en la creació de la Federació d'Associacions de Carnaval (FAC), la recuperació del Carnaval i de la Festa Major, rebent de l'Ajuntament la guarda i custòdia del Drac de Vilanova i la Geltrú. Al 1987, i després de moltes carnavalades i discussions internes, el Coro es fusionà amb la societat L'Acord, adoptant el nom (ja en català) de La Unió Vilanovina.
L'entitat va viure una època daurada de fervent activitat fins que al 2005 el seu local, ubicat al Carrer Teatre, és clausurat per queixes veïnals, juntament amb la clausura de l'Envelat, on l'entitat organitzava part de la seva activitat durant l'hivern. Durant els següents anys, La Unió Vilanovina es trasllada a diversos locals, mantenint activa la seva activitat, en l'àmbit social i cultural, fins a l'actualitat.

## Miscel·lània

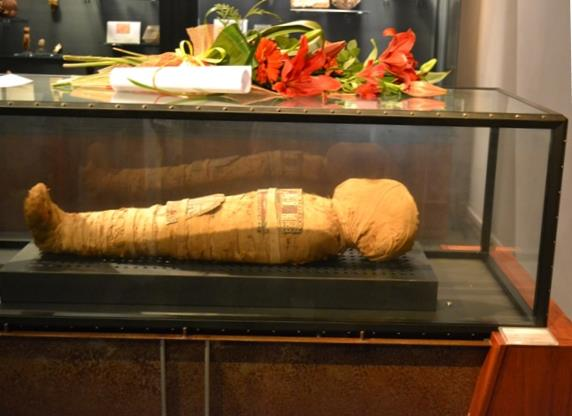
Ofrena floral a la Nesi

- Els penons de l'entitat, datats de 1861, 1881 i 1934, es conserven al Museu Balaguer.[5]
- El mateix Víctor Balaguer és Soci Honorari de l'entitat.[5]
- El logotip actual de l'entitat és una lira (símbol d'El Coro) i un clavell vermell (símbol de L'Acord).[6]
- La Presidenta d'Honor de l'entitat és la Mòmia Nesi, i els socis li fan una ofrena floral anual.[7]
- L'entitat té cedida la guarda i custódia de la figura del Drac de Vilanova per l'Ajuntament de Vilanova i la Geltrú.[cal citació]
- L'entitat és sòcia fundadora de la Federació d'Associacions de Carnaval (FAC).[cal citació]
- El color de l'americana de l'entitat per les Comparses de Vilanova és l'estampat caixmir, la barretina lila i el clavell blanc.[cal citació]